# Habitatge al carrer Mulleres, 24 (Olot)
L'habitatge al carrer Mulleres, 24 és una obra d'Olot (Garrotxa) inclosa a l'Inventari del Patrimoni Arquitectònic de Catalunya.

## Descripció
És una casa de planta rectangular amb tres crugies. Disposa de planta baixa amb porta central i finestra a cada costat, un primer pis amb balcó central i finestra a cada costat, i un tercer pis amb tres finestres. Les obertures d'aquesta casa, fent excepció a les del pis superior, són de punt rodó. La seva estructura està totalment regida per l'eix de simetria. Les reixes treballades de les dues finestres de la planta baixa porten les inicials "A.M." i la porta la data de la remodelació dels interiors: 1968. Les obertures dels dos pisos de la casa estan remarcades per motius geomètrics, un fent punt rodó i l'altre quadrat. La façana és pintada de color groc i els motius ornamentals són de color blanc.

## Història
La urbanització del carrer Mulleres va tenir lloc a la segona meitat del segle xix. Són cases amb alguns elements clàssics, però que donen pas a una arquitectura molt més historicista i eclèctica. Obres interessants d'aquest moment són la plaça de Braus, la urbanització de l'Horta del Carme, el Teatre o certes esglésies i capelles, encara que les obres més importants i de més envergadura són la Plaça Clarà i el Passeig de Barcelona. A algunes de les cases del carrer Mulleres intervingueren mestres d'obres importants com ara J. Salvat, J. Cordomí o E. Pujol.